# 小行星20643
小行星20643（20643 Angelicaliu）是一颗绕太阳运转的小行星，为主小行星带小行星。该小行星于1999年10月7日发现。

## 轨道参数
小行星20643的轨道半长轴为2.4293380 UA，离心率为0.130。